# Maladera lishana
Maladera lishana är en skalbaggsart som beskrevs av Miyake 1989. Maladera lishana ingår i släktet Maladera och familjen Melolonthidae. Inga underarter finns listade i Catalogue of Life.